# Nora Niedmers
Nora Niedmers (* 10. Januar 1995) ist eine ehemalige deutsche Tennisspielerin.

## Karriere
Niedmers bevorzugt laut ITF-Profil Hartplätze. Sie gewann bislang sechs Doppeltitel auf der ITF Women’s World Tennis Tour.
Niedmers spielte von 2012 bis 2015 in der 2. Tennis-Bundesliga für den Rochusclub Düsseldorf.

## Turniersiege

### Doppel
| Nr. | Datum            | Turnier             | Kategorie   | Belag     | Partnerin         | Finalgegnerinnen                  | Ergebnis          |
| --- | ---------------- | ------------------- | ----------- | --------- | ----------------- | --------------------------------- | ----------------- |
| 1.  | 25. Juli 2015    | Tampere             | ITF $10.000 | Sand      | Hélène Scholsen   | Cristina Ene Dea Herdželaš        | 6:4, 7:65         |
| 2.  | 8. August 2015   | Bursa               | ITF $10.000 | Hartplatz | Julia Wachaczyk   | Katharina Hering Mirabelle Njoze  | 6:1, 6:1          |
| 3.  | 21. August 2015  | Izmir               | ITF $10.000 | Hartplatz | Julia Wachaczyk   | Ayla Aksu Arina Folts             | 7:64, 6:4         |
| 4.  | 6. Februar 2016  | Scharm asch-Schaich | ITF $10.000 | Hartplatz | Julia Wachaczyk   | Ola Abou Zekry Kamila Kerimbajewa | 6:2, 6:2          |
| 5.  | 29. April 2016   | Hammamet            | ITF $10.000 | Sand      | Madeleine Kobelt  | Inès Ibbou Petra Januskova        | 1:6, 6:3, [10:7]  |
| 6.  | 10. Februar 2018 | Hammamet            | ITF $15.000 | Sand      | Natalia Siedliska | Natalija Kostić Jelena Simić      | 7:67, 0:6, [10:6] |